# Az apostol
Az apostol Petőfi Sándor elbeszélő költeménye, vagy Szerb Antalt idézve: „költői elbeszélés”. A versforma ritmusos (időmértékes) szabadvers. A költemény a kiemelkedő egyéniség és a társadalom viszonyát gondolati síkon fogalmazza meg.

## A keletkezés ideje, körülményei
A mű Pesten született 1848 júniusa és szeptembere között. Petőfi Sándor szabadságharc alatt szerzett műveinek egy része, köztük Az apostol is önéletrajzi ihletésű, illetve bizonyos értelemben a szerző saját sorsát kivetítő mű.
Köztudott, hogy a költő egy hideg szilveszter éjszakán jött a világra, miként ezen művének főhőse is.
|                                   |
| " Az óra nyelve éjfélt hirdetett. |
| Kegyetlen téli éj vala,           |
| A téli éjszakák két zsarnoka      |
| Uralkodott:                       |
| A hideg és sötétség.              |
| Födél alatt volt a világ,         |
| Ki is kisértené az istent         |
| Ilyenkor szabad ég alatt? "       |

A költő életkörülményei ebben az időszakban nehezedtek:
a) felesége várandós volt Petőfi Zoltánnal,
b) betegeskedő szüleit felhozatta Vácról Pestre, az általuk lakott különszobát ő fizette,
c) a márciusi eseményekhez képest csalódott a forradalomban, nézetei egyre radikálisabbak lettek, ami miatt támogatókat vesztett,
| „ | Szegény haza, fiaidat Hasztalanul hivogatod: Az egyik rész gaz áruló, A másik rész földönfutó. | ” |
|   |                                                                                                |   |

d) politikai karrierje sikertelen volt, Szabadszálláson 1848 júniusában elveszítette a képviselőválasztási harcot a református Nagy Károllyal szemben, melynek következményeként a parókiát is ellenségének tekintette a költeményben:
|                                   |
| " De két ház volt a faluban, mely |
| Az ifju apostol fejére            |
| Átkot mondott áldás helyett,      |
| Az a két ház, hol a pap és        |
| Az uraság lakott,                 |
| A kastély s a parókia. "          |

## Kiadástörténet
Petőfi és barátja a nyomdász: Emich Gusztáv 1847-ben megegyeztek az Összes költemények örökös kiadói jogáról. Még ebben az évben kiadta a gyűjteményes kiadást, melyet egy kétkötetes változat követett. Ez év nyarán kötöttek egy újabb szerződést a folytatásról, amely mintegy 35 ív re volt tervezve. Petőfi halála és a szabadságharc bukása ellenére Emich nem hagyott fel a kiadásról és 1850-ben átvette Szendrey Júliától a kéziratokat. A kéziratok az 1847 és 1849 között keletkezett műveket tartalmazták (többek között Az apostolét is). Mivel az akkori politikai viszonyok nem kedveztek a forradalmi verseknek, ezért Emich egykötetes nagynyolcadrét, valamint kétkötetes tizenhatodrét változatot tervezett. Ez üzleti szempontból is előnyös volt, emellett a cenzúra figyelmének elaltatását is szolgálhatta, hiszen így a már cenzúrázott mű folytatásának tűnhetett. A nyomdát azonban a hatóságok lefoglalták és a bekötetlen íveket lefoglalták, később pedig bezúzták. Néhány példány azonban fennmaradt (ezeket a Petőfi Irodalmi Múzeumban, illetve az Országos Széchenyi Könyvtárban őrzik). Ez a kiadás tekinthető Az apostol első kiadásának, viszont nem a teljes szöveget tartalmazza.
A teljes szöveg először 1874-ben jelent meg a Petőfi Sándor költeményei című illusztrált díszkiadásban az Athenaeum Kiadónál.

## A költemény története prózában
A történet felfogható példázatnak vagy példabeszédnek, amely „a dolgok közepébe vágva” kezdést alkalmaz.
Az első négy ének (1-4.) a főhős, egy forradalmi lelkületű egyéniség húszas éveiről, mint jelenéről szól. A család nyomorúságos otthonát, 
| „ | Nagy itt, nagy itten a nyomor, Alig hogy elfér e kicsiny szobában | ” |
|   |                                                                   |   |

a gyermekek és felnőttek éhezését, valamint a családfenntartó éjszakai látomását mutatja be. Istennel folytat gondolati párbeszédet elhivatottságáról és a világ legnagyobb bűnének tartott szolgaságról, illetve ennek megszüntetéséről.

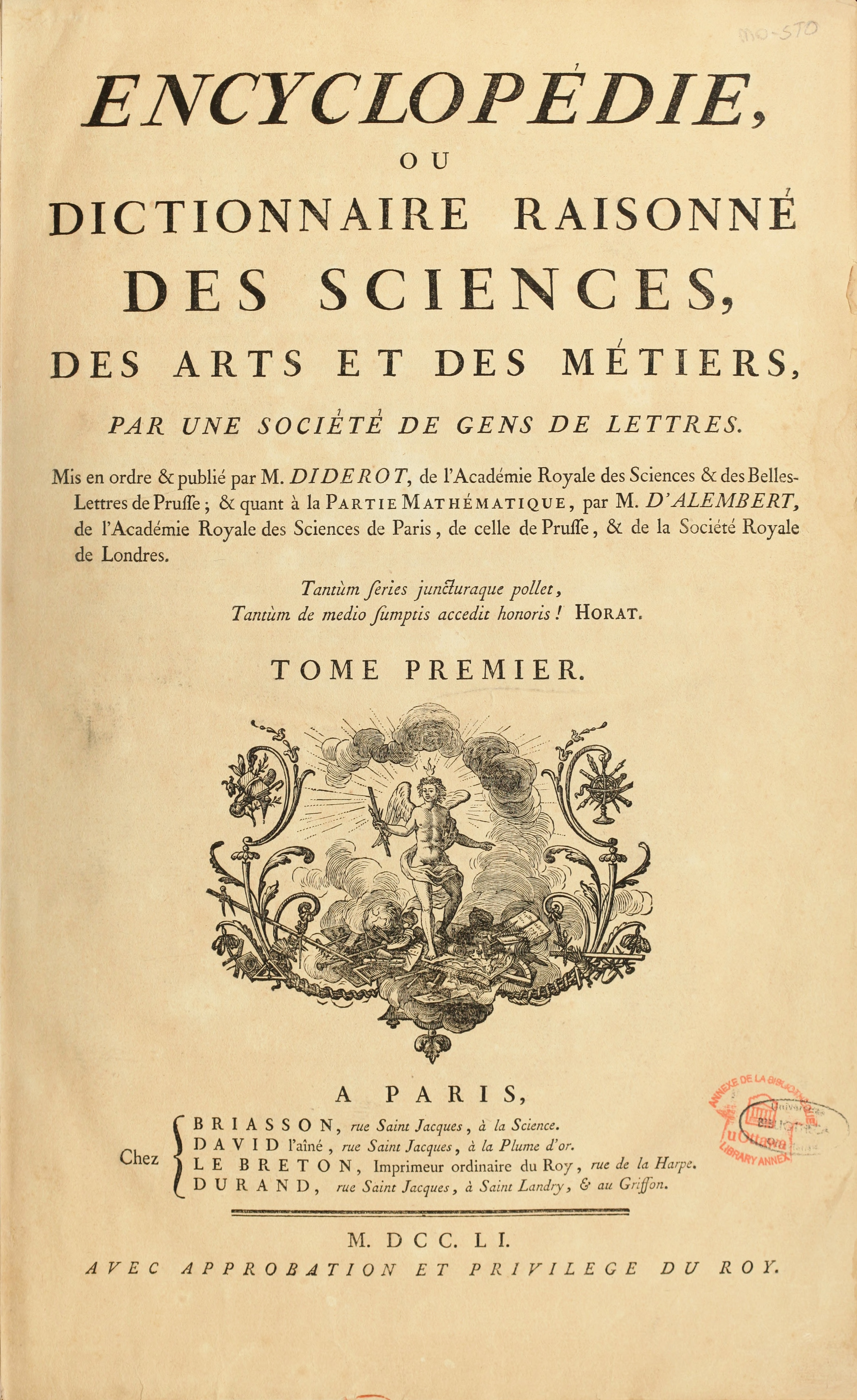
Encyclopédie-Francia enciklopédia

A következő kilenc énekben (5-14.) a költő felidézi Szilveszter múltját: születését, kisgyermek-, gyermekkorát és ifjúságát.
Édesanyja – „Koldúsnő-e vagy úri hölgy?” – a főhőst újszülött korában egy bérkocsiba tette, hogy megszabaduljon tőle. A bérkocsis később egy úri párt szállít, akik kifizetik, s szólnak a talált csecsemőről neki, de az ő szívük nem esik meg a kisdeden. A bérkocsis egy külvárosi kocsma küszöbére teszi a gyermeket. Egy erősen italos ember (a tolvaj) megtalálja (küszöbmonológ: „Az a küszöb nőtt tennap óta…”), hazaviszi (kőmonológ: „…Sikítő kő ez…”). A szomszédasszonnyal együtt otthon Szilveszter névre keresztelik, s nevelni kezdi a maga módján (tolvajlásra tanítja). Mindössze négyéves a gyermek, mikor „pártfogója” bitófán végzi, a szomszédasszonyból lett keresztanya pedig elzavarja, hogy ne pusztítsa a kenyerét. A gyermek elindul a semmibe, s egy vén koldusasszony fogadja be. Kutyája barátja lesz a kis Szilveszternek, ám a vénasszony csak koldulás fejében tartja őt magánál. A gyermeket jószerencséje egy uraság útjába veti, aki hisz a rimánkodásának, hogy a koldusasszony nem szülője néki, és csak kihasználja őt, s felfogadja saját fia mellé szolgának. Ez a munka rendkívül megalázó a kis Szilveszteren uralkodó fiú rossz természete miatt. Elviselhetővé teszi a helyzetet, hogy az uraság gyermekéhez felfogadott tanítótól Szilveszter is folyamatosan tanulhat, s értelmesen beszélgethet a nevelővel. Szilveszter kamaszkorában fellázad állapota ellen, s tizenhat évesen elhagyja az uraság házát. Az urasági oktató utánaszalad és további tanulásra biztatja, s ehhez tőkeként egyévi jövedelmét ajándékozza Szilveszternek. Egyidejűleg figyelmezteti, hogy ő népét hivatott szolgálni. Az uraság birtokáról távozva a természet szépségeit csodálva látja Isten nagyságát (Isten nagy monológ: „Imádlak, isten…”). A nevelőtől kapott pénzt a tanács szerint használja fel, s a francia enciklopédisták (Voltaire, Montesquieu, Jean-Jacques Rousseau) („Világtörténet”,lásd: Szőlőszemmonológ) munkáin nevelkedik tovább elméje, történésznek készül. Bizonyítványai megszerzése után egy falu jegyzője lesz, ahol oktatja, tanítja a szegény embereket a francia forradalom eszméire. A falu népe meg is kedveli az ifjú, lánglelkű, igazszavú jegyzőt, ám a falu földesura, s papja ellenségként kezeli. A kastélyból egyetlen ember kedveli, a birtokos leánya, akivel titkon találkozgatnak. Szilveszter megismerteti vele eddigi nehéz életét, s gondolatait a szabadságért folytatott küzdelméről. A falu hatalmasai végül is Szilveszter ellen hangolják a lakosokat (pl. a pap istentagadónak nevezi beszédeit), akik elüldözik őt. A kastély kisasszonya búcsúzóul gyűrűt ajándékoz neki, majd elválnak útjaik. A főhős a fővárosba utazik, s kibérel egy kis padlásszobát. A nagy nyomorban egyetlen vígasza van, a kisasszony megtalálja őt a városban, s társa lesz:

| „ | Együtt maradtak, mint férj s feleség, Nem pap kötötte össze őket, Hanem az isten és a szerelem. | ” |
|   |                                                                                                 |   |

Boldogan, de szegényesen élnek, ám a „házi gond” mellett is ír Szilveszter, majd összetépi és újra ír. Végül gondolatait könyvbe foglalja, majd házalni kezd, hogy kiadja valaki. Mikor kiadót talál, a cenzor nem engedi a felforgató gondolatokat megjelentetni. Kénytelen félretenni világmegváltó gondolatait, és másolásból eltartani feleségét és két gyermekét.
A költemény harmadik részének (15. ének) elején újra a képzelt jelenben vagyunk. A látomásos éjszaka hajnalán a csecsemő meghal, az anya csodálatos monológban (anyamonológ: „Alszol kicsiny…”) kesereg felette. A temetési kiadásokat a feleségétől kapott jegygyűrű árából tudják fedezni. 

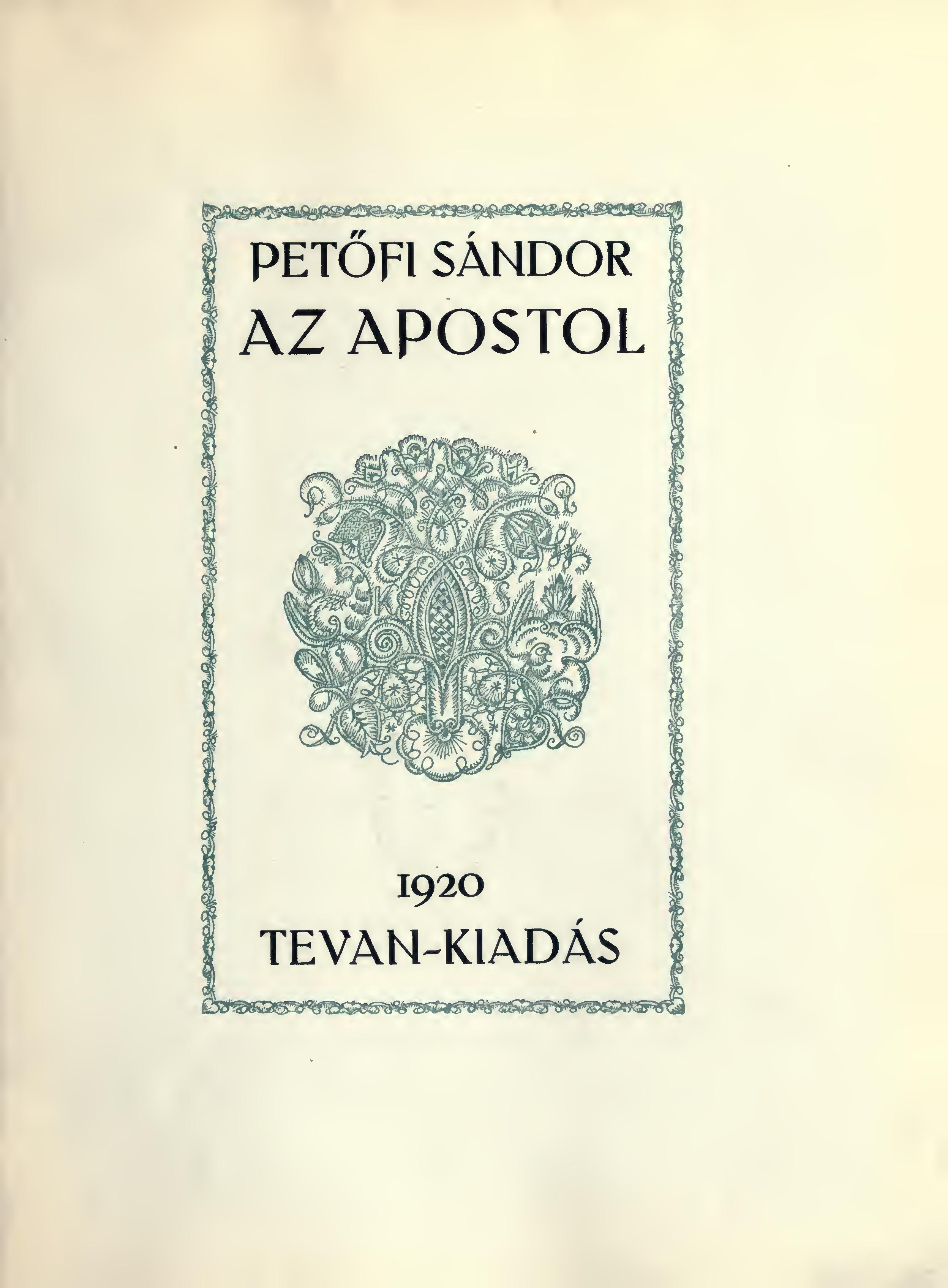
Az apostol könyvborítója (1920)

A történet további részeiben (16-19. ének) Szilveszter életének későbbi szakaszait ismerjük meg. A főhős egy titkos nyomdában kiadatja művét, ám a hatalom emberei rájönnek, hogy ki a szerző, s bebörtönzik őt. Feleségétől és gyermekétől el sem búcsúzhat (búcsút kérő, majd átkot szóró monológ). A börtönben eleinte siratja családját, s az elvesztett szabadságát, majd letargiába zuhan. Rabsága idején látomása támad arról, hogy neje meghalt (meghasonlás istenátok-monológ), felmerül benne, hogy fia miért nem látogatta meg („Fiam még él…” monológ). Tíz év után se szó, se beszéd, csak úgy szabadon engedik (madárka monológ). Keresi családját, ám a szomszédok a gyermekről mit sem tudnak; az asszony halálát közlik Szilveszterrel, a sír helye ismeretlen. Szilveszter látja, hogy hosszú raboskodása ideje alatt a társadalom mit sem változott, a nép rabszolga maradt. Szilvesztert saját vesztesége, és a társadalmi igazságtalanságok változatlansága szinte az őrületbe kergeti. Gondolatai anarchikus fordulatot vesznek, az uralkodót hibáztatja.
| „ | Meddig tart még, beteg világ, Meddig tart még a nyavalyád? Királyfene rágja tested, Agyonrág, ha ki nem metszed! | ” |
|   | |   |

Bosszút áll a királyon mindenért, rálő. A merénylet kudarcba fullad, a kor szellemének megfelelően kivégzik a főhőst. A kivégzés előtt a tömeg megalázza, miként Krisztust is.
A negyedik rész (20. ének) jövőképet vizionál egy tiszta forradalomról, majd szabad társadalomról, ahol megbecsülik a régi idők apostolait.

## A mű feldolgozásai
- Az Irodalmi Színpad[12] előadása, 1963 [13]
- Televíziós film, 1991 [14]
- A Soproni Petőfi Színház előadása, 1999 [15]
- Video az MTV Videotárából[16]
- Borbély Sándor színművész előadása. Bemutató: 2012. november 20. Karinthy Színház 2024. Áprilisában túl a 100. előadáson